# К'єве
К'єве (італ. Chieve) — муніципалітет в Італії, у регіоні Ломбардія,  провінція Кремона.
К'єве розташовані на відстані близько 450 км на північний захід від Рима, 36 км на схід від Мілана, 45 км на північний захід від Кремони.
Населення — 2292 особи (2014).
Щорічний фестиваль відбувається 23 квітня. Покровитель — святий Юрій.

## Демографія
Населення за роками:

Станом на 1 січня 2023 року в муніципалітеті офіційно проживало 135 іноземців з 22 країн, серед них 75 громадян країн Євросоюзу та 1 громадянин України.

## Сусідні муніципалітети
- Аббадія-Черрето
- Баньйоло-Кремаско
- Каперньяніка
- Казалетто-Чередано
- Крема
- Кресп'ятіка